# 1976-os afrikai nemzetek kupája
1976-ban került megrendezésre a 10. afrikai nemzetek kupája. A házigazda Etiópia volt, a viadalnak két város  adott otthont. A részt vevő nyolc csapatot két négyes csoportba sorsolták, ahonnan az első két-két helyezett egy újabb csoportba játszott egymás ellen. A végső győzelmet Marokkó válogatottja szerezte meg.

## Helyszínek
| Város        | Stadion | Befogadóképesség |
| ------------ | ------- | ---------------- |
| Addisz-Abeba |         |                  |
| Dire Dawa    |         |                  |

## Selejtezők
Az Afrikai Labdarúgó-szövetség 30 tagja nevezett a kontinensviadalra, ezek közül négy csapat a selejtezők során visszalépett. Hat csapat kvalifikálta magát a kontinensviadalra. Selejtezők nélkül jutott ki a házigazda Etiópia valamint a címvédő, Zaire.

## Részt vevő csapatok
| - Egyiptom - Etiópia (házigazda) - Guinea - Marokkó | - Nigéria - Szudán - Uganda - Zaire (címvédő) |  |

## Eredmények

### Csoportkör

#### A csoport
| Csapat   | M | Gy | D | V | Rg | Kg | Gk | P |
| -------- | - | -- | - | - | -- | -- | -- | - |
| Guinea   | 3 | 2  | 1 | 0 | 5  | 3  | +2 | 5 |
| Egyiptom | 3 | 1  | 2 | 0 | 4  | 3  | +1 | 4 |
| Etiópia  | 3 | 1  | 1 | 1 | 4  | 3  | +1 | 3 |
| Uganda   | 3 | 0  | 0 | 3 | 2  | 6  | -4 | 0 |

| 1976. február 29. |

| Etiópia | 2–1   | Uganda |
| ------- | ----- | ------ |
|         | (1–0) |        |

| Addisz-Abeba |

| 1976. február 29. |

| Egyiptom | 1–1   | Guinea |
| -------- | ----- | ------ |
|          | (1–1) |        |

| Addisz-Abeba |

| 1976. március 3. |

| Egyiptom | 2–1   | Uganda |
| -------- | ----- | ------ |
|          | (2–1) |        |

| Addisz-Abeba |

| 1976. március 3. |

| Guinea | 2–1   | Etiópia |
| ------ | ----- | ------- |
|        | (1–1) |         |

| Addisz-Abeba |

| 1976. március 5. |

| Guinea | 2–1   | Uganda |
| ------ | ----- | ------ |
|        | (2–0) |        |

| Addisz-Abeba |

| 1976. március 5. |

| Etiópia | 1–1   | Egyiptom |
| ------- | ----- | -------- |
|         | (0–1) |          |

| Addisz-Abeba |

#### B csoport
| Csapat  | M | Gy | D | V | Rg | Kg | Gk | P |
| ------- | - | -- | - | - | -- | -- | -- | - |
| Marokkó | 3 | 2  | 1 | 0 | 6  | 3  | +3 | 5 |
| Nigéria | 3 | 2  | 0 | 1 | 6  | 5  | +1 | 4 |
| Szudán  | 3 | 0  | 2 | 1 | 3  | 4  | -1 | 2 |
| Zaire   | 3 | 0  | 1 | 2 | 3  | 6  | -3 | 1 |

| 1976. március 9. |

| Nigéria | 4–3   | Zaire |
| ------- | ----- | ----- |
|         | (3–0) |       |

| Dire Dawa |

| 1976. március 9. |

| Marokkó | 2–2   | Szudán |
| ------- | ----- | ------ |
|         | (1–1) |        |

| Dire Dawa |

| 1976. március 11. |

| Nigéria | 1–0   | Szudán |
| ------- | ----- | ------ |
|         | (1–0) |        |

| Dire Dawa |

| 1976. március 11. |

| Marokkó | 1–0   | Zaire |
| ------- | ----- | ----- |
|         | (0–0) |       |

| Dire Dawa |

| 1976. március 14. |

| Marokkó | 3–1   | Nigéria |
| ------- | ----- | ------- |
|         | (2–1) |         |

| Dire Dawa |

| 1976. március 14. |

| Zaire | 1–1   | Szudán |
| ----- | ----- | ------ |
|       | (1–1) |        |

| Dire Dawa |

### Döntő
| Csapat   | M | Gy | D | V | Rg | Kg | Gk | P |
| -------- | - | -- | - | - | -- | -- | -- | - |
| Marokkó  | 3 | 2  | 1 | 0 | 5  | 3  | +2 | 5 |
| Guinea   | 3 | 1  | 2 | 0 | 6  | 4  | +2 | 4 |
| Nigéria  | 3 | 1  | 1 | 1 | 5  | 5  | 0  | 3 |
| Egyiptom | 3 | 0  | 0 | 3 | 5  | 9  | -4 | 0 |

| 1976. március 9. |

| Guinea | 1–1   | Nigéria |
| ------ | ----- | ------- |
|        | (0–0) |         |

| Addisz-Abeba |

| 1976. március 9. |

| Marokkó | 2–1   | Egyiptom |
| ------- | ----- | -------- |
|         | (1–1) |          |

| Addisz-Abeba |

| 1976. március 11. |

| Marokkó | 2–1   | Nigéria |
| ------- | ----- | ------- |
|         | (0–0) |         |

| Addisz-Abeba |

| 1976. március 11. |

| Guinea | 4–2   | Egyiptom |
| ------ | ----- | -------- |
|        | (1–1) |          |

| Addisz-Abeba |

| 1976. március 14. |

| Nigéria | 3–2   | Egyiptom |
| ------- | ----- | -------- |
|         | (1–2) |          |

| Addisz-Abeba |

| 1976. március 14. |

| Marokkó | 1–1   | Guinea |
| ------- | ----- | ------ |
|         | (0–1) |        |

| Addisz-Abeba |

| 1976-os afrikai nemzetek kupája bajnoka: |
| ---------------------------------------- |
| MAROKKÓ 1. cím                           |

## Gólszerzők
| 4 gól - N'jo Lea |